# Musikjahr 1810
Liste der Musikjahre

◄◄ | ◄ | 1806 | 1807 | 1808 | 1809 | Musikjahr 1810 | 1811 | 1812 | 1813 | 1814 | ► | ►►

Weitere Ereignisse
Dieser Artikel behandelt das Musikjahr 1810.

Für Elise – Die ersten Takte

## Ereignisse
- 27. April: Ludwig van Beethoven widmet vermutlich einer seiner Klavierschülerinnen das Stück Für Elise.

## Instrumental und Vokalmusik (Auswahl)
- Ludwig van Beethoven: Wonne der Wehmut – Lied op. 83.1; Sehnsucht – Lied op. 83.2; Mit einem gemalten Band – Lied op. 83.3
- Antonio Salieri: Magna opera Domini da tempore, D-Dur für vierstimmigen Chor und Orchester; A solis ortu pro Festo SS. Corporis Christi, C-Dur für vierstimmigen Chor und Orchester
- Johann Simon Mayr: Ferramondo (Kantate für Singstimme, Chor und Orchester); Cantata per le nozze di Napoleone con Maria Luisa d’Austria (Kantate anlässlich der Hochzeit zwischen Napoleon Bonaparte und Erzherzogin Marie-Louise von Österreich)
- Carl Maria von Weber: Rezitativ und Rondo Il momento s’avvicina für Sopran und Orchester op. 16; Klavierkonzert Nr. 1 C-Dur op. 11
- Louis Spohr: Violinkonzert Nr. 10 A-Dur, op. 62; Klarinettenkonzert Nr. 2 Es-Dur op. 57
- Étienne-Nicolas Méhul: Symphonie Nr. 5 A-Dur
- Johann Ladislaus Dussek: Klavierkonzert Es op. 70; Sonate für Klavier zu vier Händen Es op. 72
- Ferdinand Ries: Konzert [Nr. 1] für Violine und Orchester e-Moll op. 24
- Andreas Romberg: Rondo A-Dur für Violine und Orchester op. 29; O salutaris für Sopran, Tenor, Bass und Streichquartett; Domine salvum fac Imperatorem für gemischten Chor und Orchester; Offertorium Jerusalem surge
- Niccolò Paganini: Sonata Maria Luisa mit Variationen auf der IV. Saite für Violine und Orchester (ca. 1810)

## Musiktheater
- 26. März: Die Uraufführung der Oper Mathilde von Guise von Johann Nepomuk Hummel findet am Theater am Kärntnertor in Wien statt.
- 19. Mai: Uraufführung des Singspiels Jery und Bätely von Conradin Kreutzer am Theater am Kärntnertor in Wien.
- 24. Mai: Die Musik zu Goethes Trauerspiel Egmont von Ludwig van Beethoven wird am Wiener Burgtheater uraufgeführt.
- 08. Juni: Uraufführung des pantomimischen Balletts Persée et Andromède von Étienne-Nicolas Méhul (Musik) und Pierre Gardel (Tanz und Inszenierung) im Theâtre de l’Académic Impériale de Musique in Paris.
- 01. September: Die Uraufführung der Oper Le Crescendo von Luigi Cherubini erfolgt an der Opéra-Comique in Paris.
- 16. September: Uraufführung der Oper Silvana von Carl Maria von Weber in Frankfurt (Main).
- 26. September: Uraufführung der Opera buffa Ser Marcantonio von Stefano Pavesi (Musik) mit einem Libretto von Angelo Anelli im Teatro alla Scala in Mailand.
- 03. November: Die Oper La cambiale di matrimonio von Gioachino Rossini wird am Teatro San Moisè in Venedig uraufgeführt.
- 25. Dezember: Uraufführung der komischen Oper Rien de trop ou Les deux paravents von François-Adrien Boieldieu in St. Petersburg.

Weitere Uraufführungen
- Johann Simon Mayr: Raoul di Crequi (Oper); Amore non soffre opposizione (Oper)
- Louis Spohr: Der Zweikampf mit der Geliebten (Oper in drei Aufzügen)
- Étienne-Nicolas Méhul: Les Troubadours, ou la Fête au château (Komische Oper)
- E. T. A. Hoffmann: Bühnenmusik zu Julius von Sodens Drama Julius Sabinus
- Victor Dourlen: Cagliostro ou La Séduction (Oper)
- Joseph Weigl: Der Einsiedler auf den Alpen (Oper in einem Akt); Die Verwandlungen (Operette in einem Akt)
- Louis Emmanuel Jadin: La Partie de campagne (Oper in einem Akt)
- Peter von Winter: Die beiden Blinden (Singspiel, in München uraufgeführt)

## Geboren

### Geburtsdatum gesichert
- 20. Januar: Ferdinand David, deutscher Komponist († 1873)
- 05. Februar: Ole Bull, norwegischer Violinist und Komponist († 1880)
- 08. Februar: Norbert Burgmüller, deutscher Komponist († 1836)
- 22. Februar: Holger Simon Paulli, dänischer Dirigent und Komponist († 1891)
- 22. Februar oder 1. März: Frédéric Chopin, polnischer Komponist und Pianist († 1849)
- 09. März: Jean-Georges Kastner, französischer Komponist († 1867)
- 14. April: Josef Neugebauer, österreichischer Figuren-, Bildnis- und Stilllebenmaler sowie Komponist († 1895)
- 16. April: Meta Abegg, deutsche Pianistin († 1835)
- 22. April: Gustav Raeder, deutscher Schauspieler, Sänger und Possendichter († 1868)
- 02. Mai: Hans Christian Lumbye, dänischer Komponist († 1874)
- 08. Juni: Robert Schumann, deutscher Komponist der Romantik († 1856)

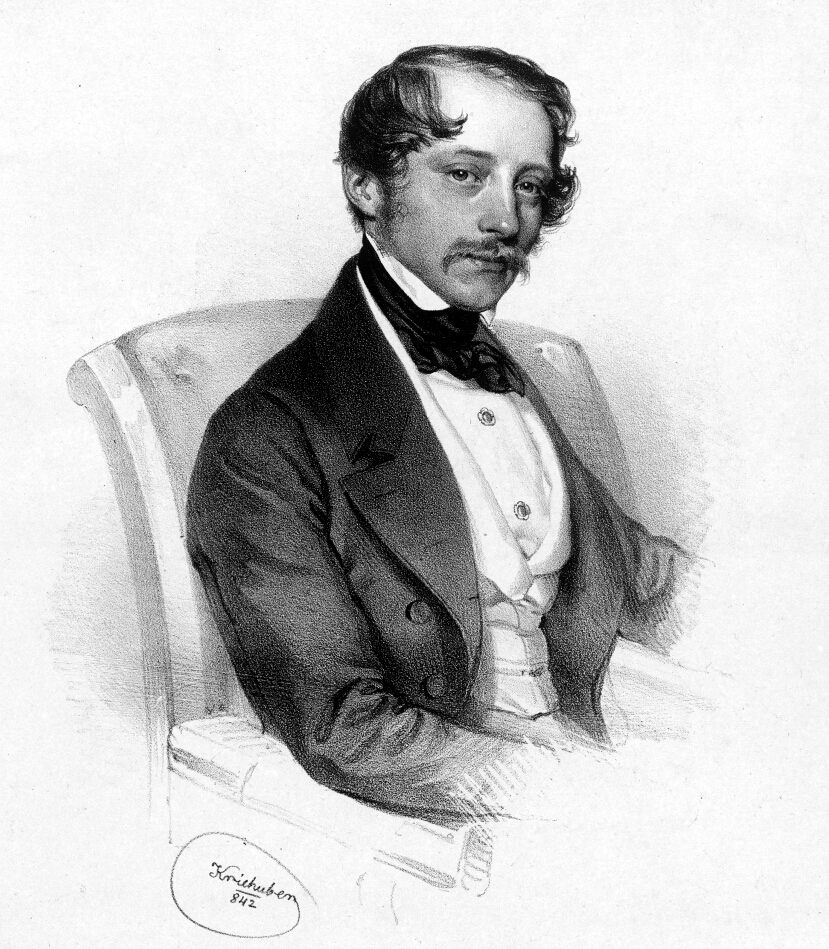
Otto Nicolai; * 9. Juni

- 09. Juni: Otto Nicolai, deutscher Komponist († 1849)

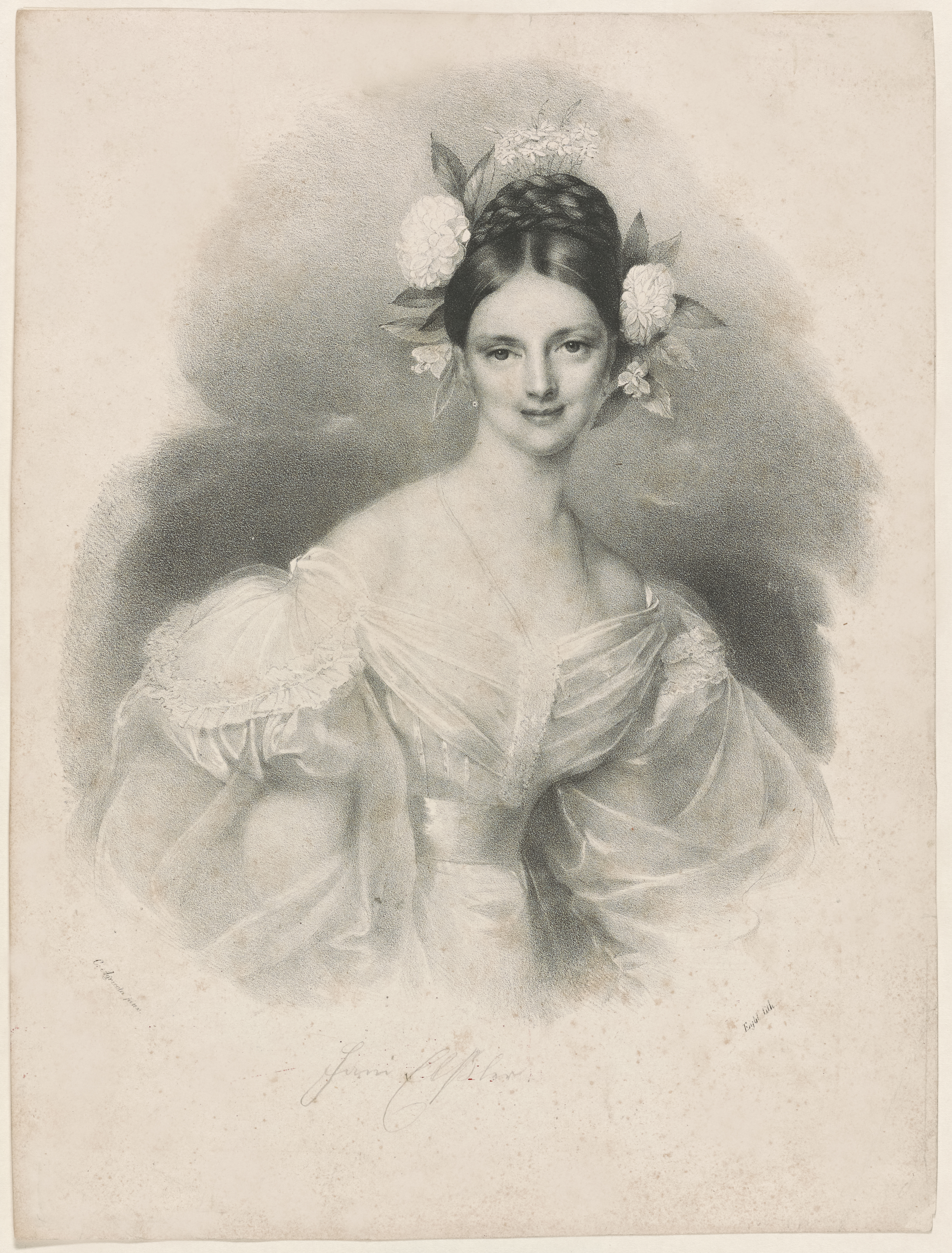
Fanny Elßler; * 23. Juni

- 23. Juni: Fanny Elßler, österreichische Tänzerin († 1884)
- 08. Juli: Johanna Kinkel, deutsche Komponistin und Schriftstellerin († 1858)
- 14. Juli: Johann Julius Seidel, schlesischer Organist und Orgeltheoretiker († 1856)
- 15. Juli: Johannes Dürrner, deutscher Komponist und Musikdirektor († 1859)
- 31. Juli: Julian Fontana, polnischer Pianist und Komponist († 1869)
- 07. August: Karl Johann Formes, deutscher Opernsänger (Bass) († 1889)
- 12. August: Joseph Alfred Novello, britischer Musikverleger und Mitglied der britisch-italienischen Verlegerfamilie Novello († 1896)
- 25. August: Michael Anding, deutscher Musikdirektor und Volksliedersammler († 1879)
- 28. August: Carl August Haupt, deutscher Komponist († 1891)
- 06. September: Ludwig Rotter, österreichischer Organist und Komponist († 1895)
- 10. September: Jules Busschop, belgischer Komponist und Dichter († 1896)
- 07. Oktober: Henry Alford, anglikanischer Theologe, Neutestamentler und Kirchenlieddichter († 1871)
- 17. Oktober: Mario, italienischer Opernsänger († 1883)
- 07. November: Ferenc Erkel, ungarischer Komponist († 1893)
- 11. November: Albert Franck, deutscher Verleger in Paris, Gründer des Verlagshauses „Librairie A. Franck“ († 1896)
- 01. Dezember: Louis Münkel, deutscher Lehrer, Kantor und Schriftsteller († 1886)

### Genaues Geburtsdatum unbekannt
- Juan Bautista Alfonseca, dominikanischer Komponist und Kapellmeister († 1875)
- John Hiles, englischer Organist und Musikpädagoge († 1882)

### Geboren um 1810
- Wilhelm Risse, deutscher Opernsänger († unbekannt)

## Gestorben

### Todesdatum gesichert

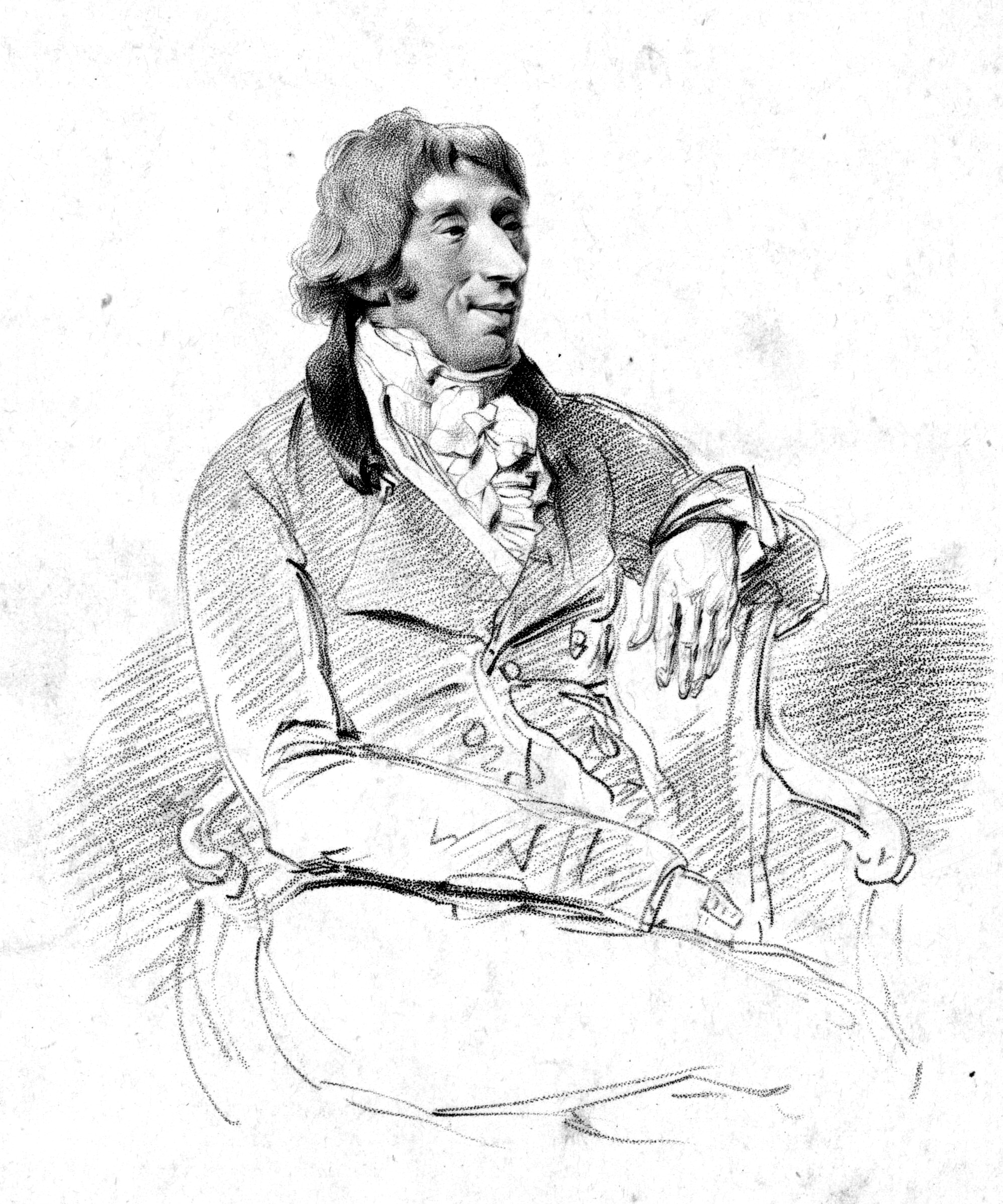
Francesco Bianchi; † 27. November

- 07. Januar: Josef Lipavský, tschechischer Komponist (* 1772)
- 26. Januar: Franz Xaver Schwarz, österreichischer Orgelbauer (* um 1743)
- 01. Juni: Johann Paul Wessely, tschechischer Komponist (* 1762)
- 31. August: Melchior Ludolf Herold, deutscher Kirchenliedkomponist und Priester (* 1753)
- 12. Oktober: Johann Absolon, böhmischer Musiker (* 1747)
- 19. Oktober: Jean Georges Noverre, französischer Tänzer und Choreograph (* 1727)
- 26. November: Nicolas-Étienne Framery, französischer Schriftsteller und Komponist (* 1745)
- 27. November: Francesco Bianchi, italienischer Opern-Komponist (* ≈1752)

### Gestorben um 1810
- Anna Davia, italienische Opernsängerin (* 1743)